# Serbia Ladies Open
Serbia Ladies Open – żeński turniej tenisowy kategorii WTA 250 zaliczany do cyklu WTA Tour, rozgrywany na kortach ceglanych w Belgradzie w sezonie 2021.

## Mecze finałowe

### Gra pojedyncza kobiet
| Rok  | Zwyciężczyni | Finalistka | Wynik          |
| 2021 | Paula Badosa | Ana Konjuh | 6:2, 2:0 krecz |

### Gra podwójna kobiet
| Rok  | Zwyciężczynie                     | Finalistki                       | Wynik    |
| 2021 | Aleksandra Krunić Nina Stojanović | Greet Minnen Alison Van Uytvanck | 6:0, 6:2 |